# مهدی قربانی (بازیگر)
مهدی قربانی(زادهٔ ۳ آبان ۱۳۸۱) بازیگر سینما و تئاتر اهل ایران است.

## زندگی‌نامه حرفه‌ای
مهدی قربانی در ۳ آبان ۱۳۸۱ در شهر دماوند به دنیا آمد با بازی در فیلم سینمایی «ابد و یک روز» وارد عرصه بازیگری شد. وی پس از آن با چندین اجرا در تئاتر و نمایشنامه خوانی همچون «کافه مک ادم»، «کرنومتر» و… به این حیطه نیز وارد شد.
قربانی در دومین حضور سینمایی خود در فیلم سینمایی «بیست و یک روز بعد» نقش آفرینی کرد و برای این فیلم توانست جایزه بهترین بازیگر نوجوان را از جشنواره فیلم‌های کودک و نوجوان کسب کند. وی در سومین حضور سینمایی اش در فیلم سینمایی «تنگه ابوقریب» به کارگردانی بهرام توکلی بازی کرد.

## فیلم‌شناسی

### سینمایی
| سال  | نام فیلم          | نقش         | کارگردان         |
| ---- | ----------------- | ----------- | ---------------- |
| ۱۴۰۳ | آنتیک             |             | هادی نائیجی      |
| ۱۴۰۲ | پرویز خان         | جواد زرینچه | علی ثقفی         |
| ۱۳۹۸ | روز صفر           | عضو جندالله | سعید ملکان       |
| ۱۳۹۷ | غلامرضا تختی      | طرفدار تختی | بهرام توکلی      |
| ۱۳۹۶ | تنگه ابوقریب      | علی         | بهرام توکلی      |
| ۱۳۹۵ | بیست و یک روز بعد | مرتضی       | محمدرضا خردمندان |
| ۱۳۹۴ | ابد و یک روز      | نوید        | سعید روستایی     |

### نمایش خانگی
| سال  | نام مجموعه | نقش   | کارگردان     |
| ---- | ---------- | ----- | ------------ |
| ۱۴۰۰ | خاتون      | فرهاد | تینا پاکروان |

### تئاتر
| سال  | نام نمایش          | کارگردان          |
| ---- | ------------------ | ----------------- |
| ۱۳۹۸ | وحشی               | حسین برفی نژاد    |
| ۱۳۹۶ | افرا یا روز می‌گذرد | علی سرابی         |
| ۱۳۹۶ | دی روز             | علی سرابی         |
| ۱۳۹۵ | کافه مک ادم        | محمدرضا غریب زاده |
| ۱۳۹۵ | کرنومتر            | علیرضا مهران      |

### فیلم کوتاه
| سال  | نام فیلم                        |
| ---- | ------------------------------- |
| ۱۳۹۶ | توپ پلاستیکی                    |
| ۱۳۹۵ | گربه ماهی                       |
| ۱۳۹۹ | یکی دیگه (کارگردان:مهدی قربانی) |
| ۱۴۰۲ | مورچه                           |

## جوایز و نامزدها
| سال  | جایزه                                            | رده                                               | اثر               | نتیجه |
| ---- | ------------------------------------------------ | ------------------------------------------------- | ----------------- | ----- |
| ۱۳۹۶ | سی امین جشنواره فیلم‌های کودکان و نوجوانان اصفهان | بهترین بازیگر نوجوان                              | بیست و یک روز بعد | برنده |
| ۱۳۹۶ | سی امین جشنواره فیلم‌های کودکان و نوجوانان اصفهان | بهترین بازیگر نوجوان از نگاه داوران کودک و نوجوان | بیست و یک روز بعد | برنده |
| ۱۳۹۵ | سی و پنجمین جشنواره فیلم فجر                     | بهترین بازیگر نوجوان از نگاه منتقدان مجله فیلم    | بیست و یک روز بعد | برنده |